# ナーイフ・アル＝カーディー
ナーイフ・アル＝カーディー（Naif Fallatah Al-Qadi、1979年4月3日 - ）は、サウジアラビアの元サッカー選手。元サウジアラビア代表。ポジションはディフェンダー。

## 来歴
2003年にサウジアラビア代表デビュー。AFCアジアカップ2004では2試合に出場したもののグループステージ敗退となった。また、2006 FIFAワールドカップのメンバーにも選ばれた。2009年までに45試合に出場、1得点をあげた。

## 代表歴

### 出場大会
- サウジアラビア代表
  - 2006 FIFAワールドカップ

### 試合数
- 国際Aマッチ 45試合 1得点（2003年-2009年）[1]

| サウジアラビア代表 | 国際Aマッチ | 国際Aマッチ |
| 年                 | 出場        | 得点        |
| ------------------ | ----------- | ----------- |
| 2003               | 8           | 0           |
| 2004               | 11          | 0           |
| 2005               | 8           | 1           |
| 2006               | 8           | 0           |
| 2007               | 3           | 0           |
| 2008               | 1           | 0           |
| 2009               | 6           | 0           |
| 通算               | 45          | 1           |